# خطمي جندي

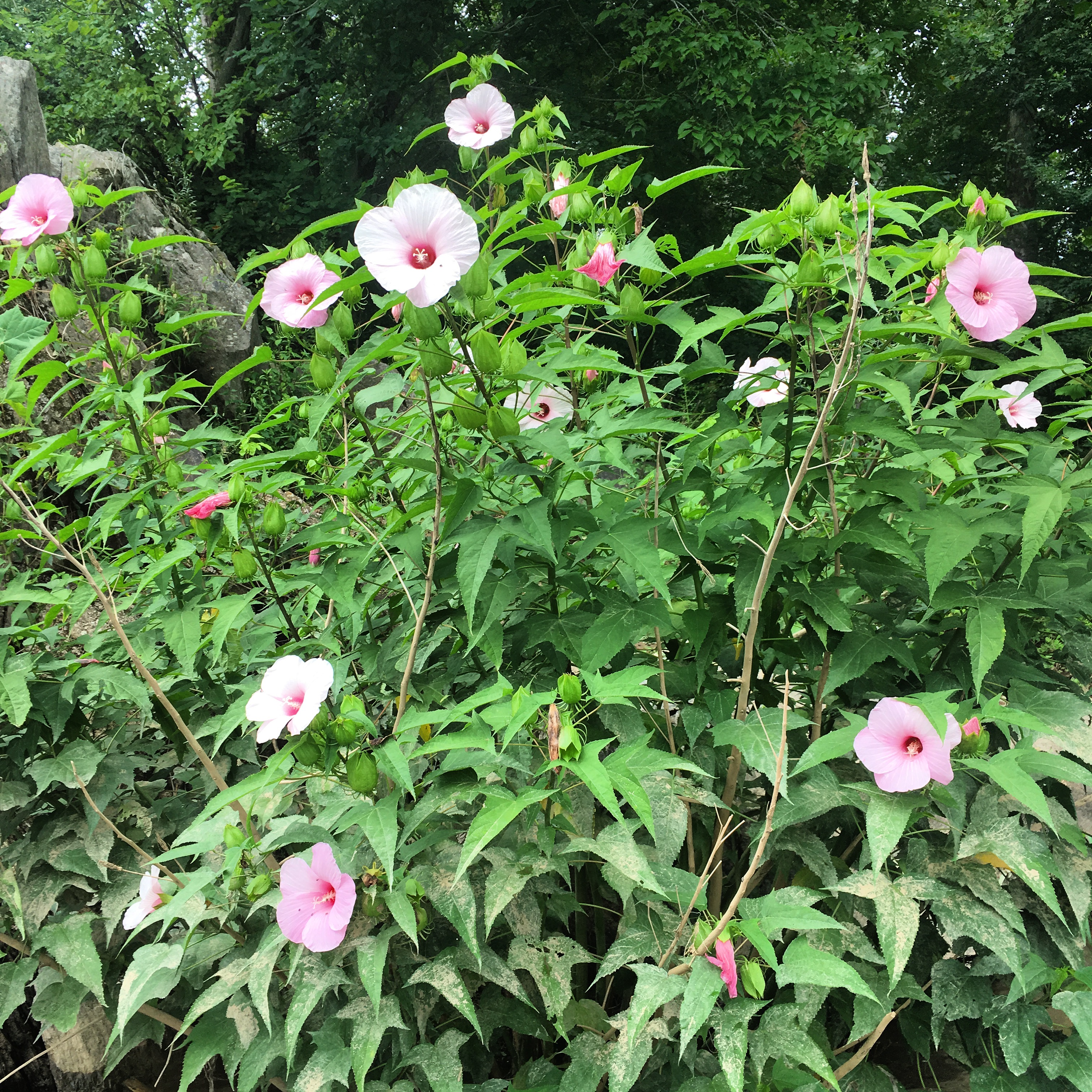
خطمي جندي نهر بطماق

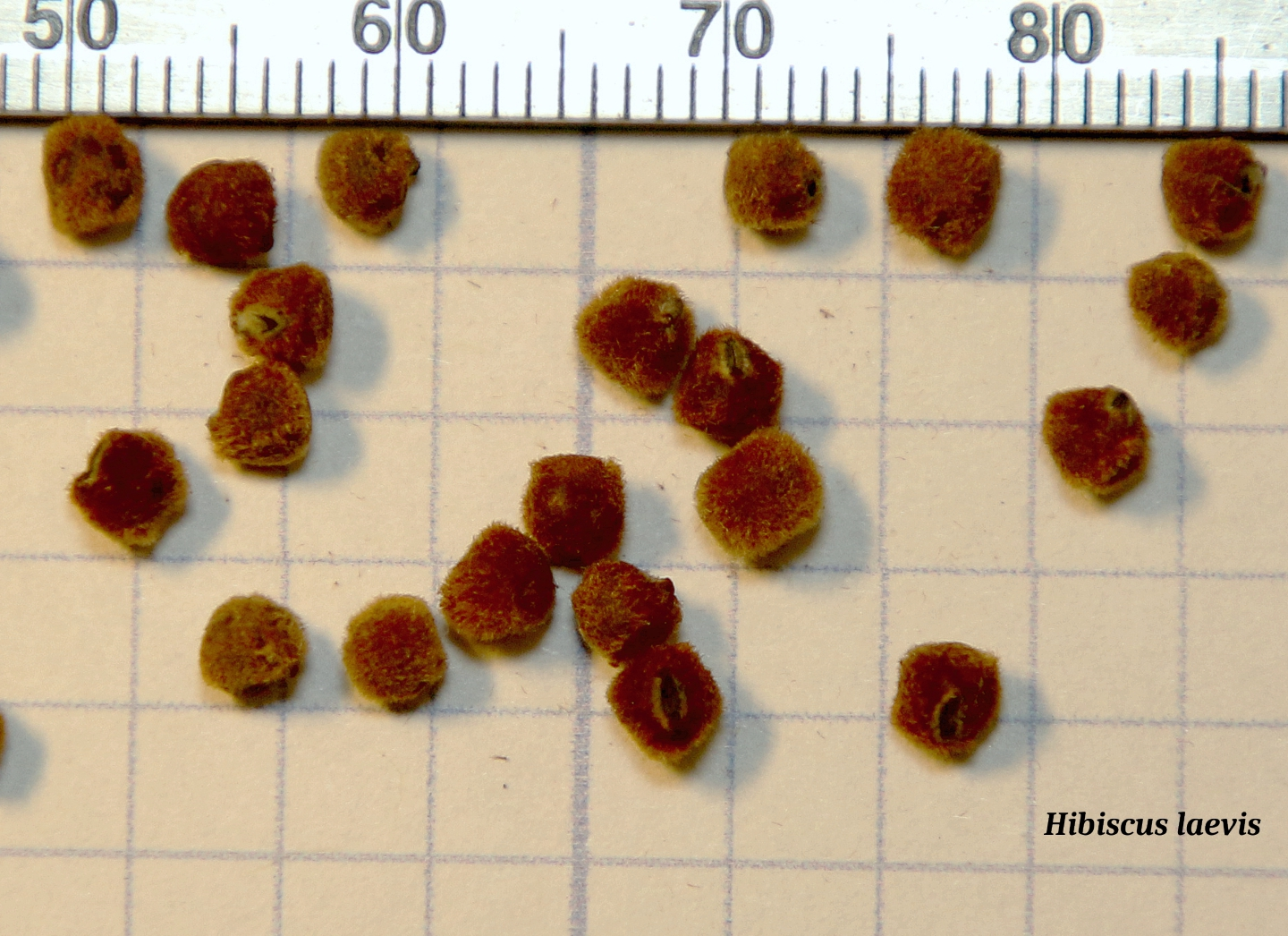
بذور

خِطْمِيّ جُنْدِيّ زهرة عشبية معمرة مهدها وسط وشرق أمريكا الشمالية. زهورهم المبهرجة ذات اللون الأبيض الكريمي أو الزهري كبيرة الحجم ، تعرض حتى ١٥ سم، ويصعب خلطها بغيرها. تتطلب هذه الزهور التعرض لأشعة الشمس لتفتح بشكل صحيح ، ثم تستمر ليوم واحد فقط.